# Симптом Спасокукоцкого
Симптом Спасокукоцкого — выслушивание шума «падающей капли» на фоне ослабленной перистальтики кишечника при аускультации. Является характерным симптомом кишечной непроходимости.
Данный симптом был обнаружен им в клинической практике ещё в начале XX века в ходе работы в Смоленске. Этот симптом был подтверждён в ходе операций и аутопсий лиц с ущемлёнными грыжами и другими вариантами кишечной непроходимости.
В настоящее время симптом несколько утратил своё клиническое значение. Для хирурга при первичном осмотре больного он является лишь ориентировочным признаком наличия непроходимости. Уточнить диагноз позволяет УЗИ и рентгенография брюшной полости.